# Земболь, Брунон
Бру́нон Зе́мболь (пол. Brunon Zembol OFM, в миру — Ян Земболь; 7 сентября 1905, Лентовня, Малопольское воеводство — 21 августа 1942, Дахау, Бавария) — блаженный Римско-Католической Церкви. Входит в число 108 блаженных польских мучеников, беатифицированных римским папой Иоанном Павлом II во время его посещения Варшавы 13 июня 1999 года.

## Биография
В 1922 году вступил во францисканский орден и принял монашеское имя Брунон. Находился в монастырях городов Пшемысль, Кракова, Львова. Монашеские обеты принял 6 марта 1932 года. С 1933 года работал в монастыре города Хелме.
В 1939 году был арестован оккупационными немецкими властями вместе с другими монахами монастыря и содержался под стражей в любельском замке. В июне 1940 года был препровождён в концентрационный лагерь Заксенхаузен, после был переведён в концлагерь Дахау, где и погиб 21 августа 1942 года.

## Прославление
13 июня 1999 года был беатифицирован римским папой Иоанном Павлом II вместе с другими польскими мучениками Второй мировой войны.
День памяти — 12 июня.